# Doyen de St Albans

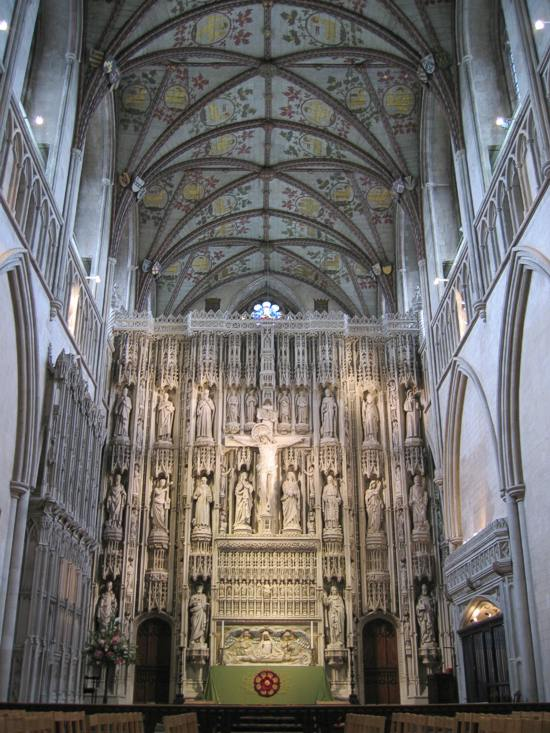
The screen in St Alban's Cathedral

Le doyen de St Albans (Dean of St Albans en anglais) dirige le Chapitre de chanoines de la Cathédrale de St Albans dans la city de St Albans. 
Le chapitre et le doyen de Saint Albans ont été fondés et constitués par lettres patentes en février 1900. Le premier titulaire était Walter Lawrance, le poste est actuellement détenu par Jeffrey John.

## Liste des doyens
- 1900–1914 Walter Lawrance
- 1914–1924 George Blenkin
- 1925–1935 Edward Henderson
- 1936–1955 Cuthbert Thicknesse
- 1955–1963 Kenneth Mathews
- 1964–1973 Noel Kennaby
- 1973–1993 Peter Moore
- 1994–2003 Christopher Lewis
- 2004–présent Jeffrey John